# اکبر اعتماد
اکبر اعتماد (۱۹ دی ۱۳۰۹ – ۲۲ فروردین ۱۴۰۴) سیاستمدار، شخصیت علمی ایرانی و بنیان‌گذار و نخستین رئیس سازمان انرژی اتمی ایران بود که به «پدر فناوری هسته‌ای ایران» شهرت دارد.

## زندگی
او ۱۹ دی ۱۳۰۹ در همدان به دنیا آمد. برای ادامه تحصیل به سوئیس رفت و در سال ۱۹۶۳ از اکول پلی‌تکنیک فدرال لوزان سوئیس فارغ‌التحصیل شد. در سال ۱۳۴۴ به ایران بازگشت و توسط صفی اصفیا، رئیس وقت سازمان برنامه و بودجه، به عنوان مشاور فنی طرح پژوهش‌های رآکتور اتمی استخدام شد. سال بعد، دفتر انرژی اتمی سازمان برنامه و بودجه را بنا گذاشت و خود به مدیریت آن منصوب شد و تا سال ۱۳۴۶ در این مسئولیت باقی ماند. در سال ۱۳۴۷ به سمت اولین رئیس مؤسسه تحقیقات و برنامه‌ریزی علمی و آموزشی، که بدیل ایرانی مرکز ملی پژوهش‌های علمی (CNRS) در فرانسه بود، منصوب شد. در سال ۱۳۵۳ ریاست سازمان انرژی اتمی ایران را به دست گرفت و این سازمان را بنیان نهاد. اعتماد تا سال ۱۳۵۷ ریاست سازمان انرژی اتمی ایران را به دست داشت.
با وقوع انقلاب ۱۳۵۷، فریدون سحابی ریاست سازمان انرژی اتمی ایران را به دست گرفت.
اکبر اعتماد در مصاحبه‌های خود همواره انرژی اتمی را برای ایران لازم و ضروری می‌داند، دستیابی به این انرژی را حق ایران می‌داند، بی‌اعتمادی شدید نسبت به نیات قدرتهای غربی و آژانس بین‌المللی انرژی اتمی بیان می‌دارد و تا آنجا پیش می‌رود که عضویت ایران در این آژانس را بی‌حاصل می‌خواند.
مستندی با عنوان " من اکبر اعتماد اتم می‌شکنم " به کارگردانی سید وحید حسینی و احمدرضا گنجه‌ای در مورد زندگی این شخصیت علمی در سال ۱۳۹۱ ساخته شده است. کتاب در «پرتگاه حادثه» توسط محمد حسین یزدانی‌راد دربارهٔ زندگی وی به صورت مصاحبه در قالب تاریخ شفاهی گردآوری و در سال ۱۳۹۶ منتشر شده است. وی در تاریخ ۲۲ فروردین ۱۴۰۴، در سن ۹۴ سالگی در فرانسه درگذشت.

#### مذاکره با شاه در جزیره کیش
در اواخر فروردین‌ماه سال ۱۳۵۷، اکبر اعتماد برای مذاکره در مورد صنایع اتمی ایران به دیدار محمدرضاشاه در جزیره کیش رفت. وقتی وی به توصیه رضا قطبی موضوع تظاهرات را با شاه در میان می‌گذارد، شاه می‌گوید «آمریکایی‌ها می‌خواهند ما را بردارند ولی نمی‌دانند این به ضررشان تمام خواهد شد».